# ブーン郡 (インディアナ州)

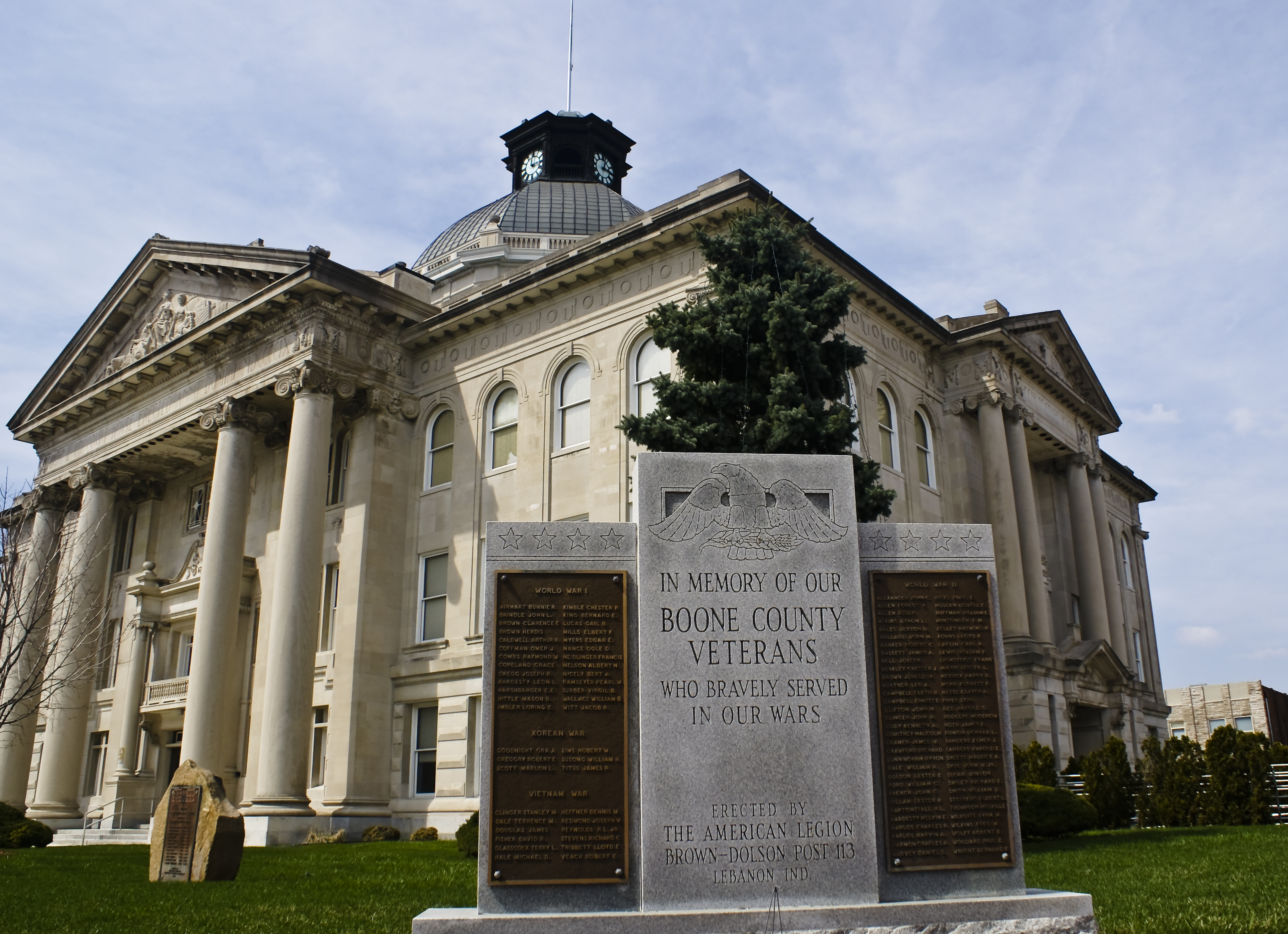
郡裁判所

ブーン郡（Boone County）は、アメリカ合衆国インディアナ州に位置する郡である。人口は7万0812人（2020年）である。この郡の郡庁所在地はレバノンである。

## 地理

インディアナ州内の位置

アメリカ合衆国統計局によると、この郡は総面積1,096 km2 (423 mi2) である。このうち1,095 km2 (423 mi2) が陸地で1 km2 (0 mi2) が水地域である。総面積の0.10%が水地域となっている。

### 隣接する郡
- クリントン郡  (北)
- ハミルトン郡  (東)
- マリオン郡  (南東)
- ヘンドリックス郡  (南)
- モンゴメリー郡  (西)

## 人口動静
2000年国勢調査で、この郡は人口46,107人、17,081世帯、及び12,810家族が暮らしている。人口密度は42/km2 (109/mi2) である。16/km2 (42/mi2) の平均的な密度に17,929軒の住宅が建っている。この郡の人種的な構成は白人97.92%、アフリカン・アメリカン0.35%、先住民0.26%、アジア0.46%、太平洋諸島系0.01%、その他の人種0.40%、及び混血0.60%である。ここの人口の1.16% ofはヒスパニックまたはラテン系である。
この郡内の住民は28.30%が18歳未満の未成年、18歳以上24歳以下が6.30%、25歳以上44歳以下が30.20%、45歳以上64歳以下が23.40%、及び65歳以上が11.80%にわたっている。中央値年齢は37歳である。女性100人ごとに対して男性は95.40人である。18歳以上の女性100人ごとに対して男性は90.90人である。
この郡の世帯ごとの平均的な収入は49,632米ドルであり、家族ごとの平均的な収入は58,879米ドルである。男性は39,534米ドルに対して女性は26,266米ドルの平均的な収入がある。この郡の一人当たりの収入 (per capita income) は24,182米ドルである。人口の5.20%及び家族の3.80%は貧困線以下である。全人口のうち18歳未満の4.80%及び65歳以上の9.00%は貧困線以下の生活を送っている。

## 都市及び町
- レバノン（郡庁所在地）
- ジェームズタウン
- アドバンス
- Thorntown
- Ulen
- Whitestown
- Zionsville